# Logigram
Een logigram, of logiquiz, is een soort puzzel, waarin men een aantal 'attributen' moet toewijzen aan een aantal 'actoren', door de informatie uit de gegeven aanwijzingen logisch te combineren. Als hulpmiddel wordt doorgaans een rooster gegeven met alle mogelijke combinaties; de speler kan daarin de juiste combinaties aanduiden, bijvoorbeeld met een '+', en de onmogelijke combinaties met een '–'.
Een bekend raadsel dat in een logigram opgelost kan worden, is de Zebrapuzzel.

## Eenvoudig voorbeeld
Dit eenvoudige logigram gaat over drie fictieve Wikipedianen, Weetnix, Doetnix en Kannix, die elk werken aan een ander artikel voor Wikipedia: een is bezig met "Shoarma", een andere met "Lease" en de derde schrijft iets over "Henk Elsink". De drie wonen ook in verschillende landen: er is een Belg, een Nederlander en een Duitser. Gegeven is:
1. Kannix woont niet in de Benelux.
2. Noch de Nederlander, noch Doetnix is bezig met "Henk Elsink".
3. De Belg weet niets van shoarma en houdt zich met een ander artikel bezig.

De vraag is: Wie woont waar en wie doet wat?
Dit soort puzzels kan men oplossen door logisch combineren en elimineren van de informatie in de aanwijzingen. De informatie in de aanwijzingen moet juist voldoende zijn om de puzzel te kunnen oplossen. De moeilijkheidsgraad van deze puzzels hangt af van het aantal "actoren" (in dit geval drie: Weetnix, Doetnix en Kannix) en het aantal "attributen" (in dit geval twee: artikel en land), en tevens van het soort relaties dat ertussen bestaat: soms moet men bijvoorbeeld ook ruimtelijk of temporeel (in de tijd) redeneren om de puzzel op te lossen. Om deze puzzel op te lossen wordt gebruikgemaakt van het logigram dat er als volgt uitziet:
|             |         |         |         |           |           |      |      |  |  |  |  |
|             | Artikel | Artikel | Artikel |           | Land      | Land | Land |  |  |  |  |
| Shoarma     | Lease   | Elsink  | België  | Nederland | Duitsland |      |      |  |  |  |  |
|             |         |         |         |           |           |      |      |  |  |  |  |
| Wikipediaan |         |         |         |           |           |      |      |  |  |  |  |
| Weetnix     |         |         |         |           |           |      |      |  |  |  |  |
| Doetnix     |         |         |         |           |           |      |      |  |  |  |  |
| Kannix      |         |         |         |           |           |      |      |  |  |  |  |
|             |         |         |         |           |           |      |      |  |  |  |  |
| Land        |         |         |         |           |           |      |      |  |  |  |  |
| België      |         |         |         |           |           |      |      |  |  |  |  |
| Nederland   |         |         |         |           |           |      |      |  |  |  |  |
| Duitsland   |         |         |         |           |           |      |      |  |  |  |  |
|             |         |         |         |           |           |      |      |  |  |  |  |

In zo'n logigram zijn alle mogelijke combinaties van actoren en attributen terug te vinden. Er zijn bijvoorbeeld hokjes voor Duitsland + Doetnix en voor Nederland + Shoarma. In een hokje komt een  als we zeker weten dat deze combinatie onjuist is, en een  als we zeker weten dat een combinatie juist is. De eerste aanwijzing geeft bijvoorbeeld een  in Kannix + Nederland en een  in Kannix + België. Als we ook de tweede en derde aanwijzing invullen ziet het logigram er als volgt uit:
|             |                                                         |         |                                                                    |                                                       | |      |      |  |  |  |  |
|             | Artikel                                                 | Artikel | Artikel                                                            |                                                       | Land | Land | Land |  |  |  |  |
| Shoarma     | Lease                                                   | Elsink  | België                                                             | Nederland                                             | Duitsland                                                                                                |      |      |  |  |  |  |
|             |                                                         |         |                                                                    |                                                       | |      |      |  |  |  |  |
| Wikipediaan |                                                         |         |                                                                    |                                                       | |      |      |  |  |  |  |
| Weetnix     |                                                         |         |                                                                    |                                                       | |      |      |  |  |  |  |
| Doetnix     |                                                         |         | "nee" (aanwijzing 2: Doetnix is niet bezig met Henk Elsink)        |                                                       | "nee" (aanwijzing 2: "Noch de Nederlander, noch Doetnix" impliceert dat het verschillende personen zijn) |      |      |  |  |  |  |
| Kannix      |                                                         |         |                                                                    | "nee" (aanwijzing 1: Kannix woont niet in de Benelux) | "nee" (aanwijzing 1: Kannix woont niet in de Benelux)                                                    |      |      |  |  |  |  |
|             |                                                         |         |                                                                    |                                                       | |      |      |  |  |  |  |
| Land        |                                                         |         |                                                                    |                                                       | |      |      |  |  |  |  |
| België      | "nee" (aanwijzing 3: de Belg is niet bezig met Shoarma) |         |                                                                    |                                                       | |      |      |  |  |  |  |
| Nederland   |                                                         |         | "nee" (aanwijzing 2: de Nederlander is niet bezig met Henk Elsink) |                                                       | |      |      |  |  |  |  |
| Duitsland   |                                                         |         |                                                                    |                                                       | |      |      |  |  |  |  |
|             |                                                         |         |                                                                    |                                                       | |      |      |  |  |  |  |

Nu lossen we het logigram verder op met behulp van de volgende twee technieken:
- We zorgen dat in elk vak van 9 hokjes precies drie keer een  staat: één keer in elke rij en één keer in elke kolom. Zo moet er wel een  staan bij Kannix + Duitsland en bij Weetnix + Nederland. Dat hele vak van 9 hokjes kan nu verder ingevuld worden.
- De  bij Weetnix + Nederland kunnen we combineren met de  bij Nederland + Elsink. Blijkbaar houdt Weetnix, die tenslotte Nederlander is, zich niet bezig met Elsink.

De hele oplossing wordt uiteindelijk:
|             |             |             |         |           |           |           |           |      |      |      |  |
|             | Artikel     | Artikel     | Artikel |           | Land      | Land      | Land      |      |      |      |  |
| Shoarma     | Lease       | Elsink      | België  | Nederland | Duitsland |           |           |      |      |      |  |
|             |             |             |         |           |           |           |           |      |      |      |  |
| Wikipediaan |             |             |         |           |           |           |           |      |      |      |  |
| Weetnix     | "ja"        | "nee"       | "nee"   | "nee"     | "ja"      | "nee"     |           |      |      |      |  |
| Doetnix     | "nee"       | "ja"        | "nee"   | "ja"      | "nee"     | "nee"     |           |      |      |      |  |
| Kannix      | "nee"       | "nee"       | "ja"    | "nee"     | "nee"     | "ja"      |           |      |      |      |  |
|             |             |             |         |           |           |           |           |      |      |      |  |
| Land        |             |             |         |           |           |           |           |      |      |      |  |
| België      | "nee"       | "ja"        | "nee"   |           |           |           |           |      |      |      |  |
| Nederland   | "ja"        | "nee"       | "nee"   |           |           |           |           |      |      |      |  |
| Duitsland   | "nee"       | "nee"       | "ja"    |           |           |           |           |      |      |      |  |
|             |             |             |         |           |           |           |           |      |      |      |  |
|             |             |             |         |           |           |           |           |      |      |      |  |
|             |             |             |         |           |           |           |           |      |      |      |  |
|             | Wikipediaan | Wikipediaan |         | Artikel   | Artikel   | Artikel   |           | Land | Land | Land |  |
| Weetnix     | Weetnix     | Shoarma     | Shoarma | Shoarma   | Nederland | Nederland | Nederland |      |      |      |  |
| Doetnix     | Doetnix     | Lease       | Lease   | Lease     | België    | België    | België    |      |      |      |  |
| Kannix      | Kannix      | Elsink      | Elsink  | Elsink    | Duitsland | Duitsland | Duitsland |      |      |      |  |
|             |             |             |         |           |           |           |           |      |      |      |  |